# Caramanico Terme
Caramanico Terme est une commune italienne d'environ 2 000 habitants située dans la province de Pescara, dans la région des Abruzzes, en Italie méridionale.

## Lieux d'intérêt
- Ermitage San Giovanni all'Orfento
- Réserve naturelle orientée de Piana Grande della Majelletta
- Réserve naturelle orientée de la Vallée de l'Orfento
- Réserve naturelle orientée de la Vallée de l'Orfento II

## Administration
| Période                                  | Période | Identité | Étiquette | Qualité |
| ---------------------------------------- | ------- | -------- | --------- | ------- |
|                                          |         |          |           |         |
| Les données manquantes sont à compléter. |         |          |           |         |

### Hameaux
San Tommaso, San Vittorino, Scagnano, San Nicolao, Sant'Elia, De Contra.

### Communes limitrophes
Abbateggio, Bolognano, Fara San Martino (CH), pennapiedimonte (CH), Pratola Peligna (AQ), Roccamorice, Salle, San Valentino in Abruzzo Citeriore, Sant'Eufemia a Maiella, Sulmona (AQ).